# Gumpengraben (Lech)
Der Gumpengraben ist ein etwa 1,0 km langer rechter Zufluss des Lech in den Landkreisen Landsberg am Lech und Weilheim-Schongau in Oberbayern.

## Verlauf
Der Gumpengraben entspringt auf 701 m Höhe südlich des Weilers Aichen und fließt nordwestlich in einem kleinen Tal zum Lech. Die letzten 100 m des Gumpengraben befinden sich im Landkreis Landsberg am Lech, wo der Bach schließlich auf 645 m ü. NHN von rechts unterhalb der Lechstaustufe 8a – Kinsau in den Lech mündet.
Der etwa 1,0 km lange Bach mündet etwa 56 Höhenmeter unter dessen Ursprung und hat damit ein mittleres Sohlgefälle von etwa 56 ‰.